# Peristaltiek

Peristaltiek

Peristaltiek is in de dierfysiologie de knijpende beweging van een buisvormig orgaan, die ervoor zorgt dat het voedsel vooruitkomt in het maag-darmstelsel of urine in de ureter tussen nierbekken en blaas. Ook gebruiken aardwormen peristaltiek met hun hydroskelet voor hun voortbeweging, ook hier werken de kring- en lengtespieren samen. Door de peristaltiek is het mogelijk om voedsel in te slikken terwijl men ondersteboven hangt. Het is echter niet mogelijk om een glas water te drinken terwijl men ondersteboven hangt. Vloeistoffen kunnen nog steeds door de verkleinde openingen heen.
Bij peristaltiek trekken de lengtespieren en de kringspieren in de wand van de darm boven (ofwel achter) de voedselbrij zich samen; deze samentrekking is reflexmatig en volgt op een uitrekking van de darmwand door de voedselprop.
Het principe van de peristaltiek wordt ook toegepast in de zogenaamde slangenpomp, die ook vaak peristaltische pomp wordt genoemd.